# Podgórze (Wałbrzych)
Podgórze (deutsch Ober Waldenburg auch: Oberwaldenburg) ist ein Stadtteil der Großstadt Wałbrzych in der Woiwodschaft Niederschlesien in Polen.

## Geschichte
1738 errichtete Heinrich Ernst Freiherr von Czettritz-Neuhaus auf dem Gebiet des späteren Ober Waldenburg ein Schloss, um das eine Ansiedlung entstand, die 1723 als „neue Gemeinde“ und ein Jahr später erstmals als „Ober Waldenburg“ bezeichnet wurde. 1738 verkaufte die Familie von Czettritz Ober Waldenburg an die Grafen Hochberg auf Fürstenstein. Nach dem Ersten Schlesischen Krieg 1742 fiel Ober Waldenburg zusammen mit fast ganz Schlesien an Preußen. 1818 gründete J. G. Alberti in Ober Waldenburg die erste mechanische Flachsgarnspinnerei Europas, die 1883 von der Landeshuter Methner & Frahne AG übernommen wurde.
Seit 1874 war die Landgemeinde Ober Waldenburg Sitz des gleichnamigen Amtsbezirks, zu dem auch der Gutsbezirk Ober Waldenburg gehörte, der 1921 in die Stadt Waldenburg eingemeindet wurde. 1925 lebten 4536 Menschen in Oberwaldenburg. Zum 1. April 1934 erfolgte die Eingemeindung von Ober Waldenburg in den Stadtkreis Waldenburg, mit dem Ober Waldenburg seine weitere Geschichte teilte. Nach dem Übergang an Polen wurde es 1945 in „Podgórze“ umbenannt und blieb weiterhin, neben der angrenzenden Gemeinde Dittersbach, als ein Ortsteil mit der Stadt Wałbrzych (Waldenburg) verbunden.

## Sehenswürdigkeiten
- Das Schloss Waldenburg wurde 1606–1628 für Diprand von Czettritz auf Neuhaus im Stil der Renaissance im damaligen Oberwaldenburg errichtet und später umgebaut und modernisiert. Das Portal an der Ostseite ist mit einer Wappenkartusche der Familien von Czettritz und von Zedlitz verziert. Seit 1738 war das Schloss im Besitz der Grafen von Hochberg. Nachdem sich 1819 Elisabeth von Hochberg mit dem Grafen Eduard K. von Dyhrn verheiratete, blieb es bei deren Nachkommen bis zur Enteignung nach dem Zweiten Weltkrieg 1945. Nach 1882 diente ein Teil des Schlosses als Verwaltungsgebäude für die Hochberg'sche Güterverwaltung. Gegenwärtig ist im Schloss die Staatliche Fachhochschule „Angelus Silesius“ untergebracht.
- Zur Schlossanlage gehören ein Verwalter-Wohnhaus aus dem Ende des 18. Jahrhunderts, eine Remise aus dem 1. Viertel des 19. Jahrhunderts sowie eine Villa der Familie von Hochberg von 1905 und eine Villa der Familie von Dyhrn von 1923.

Die gesamte Schlossanlage mit Park und Nebengebäuden befindet sich heute in der Innenstadt von Waldenburg (Wałbrzych–Śródmieście, Zamkowa 4) unweit des Rings.

## Persönlichkeiten
- Siegfried von Ende (1851–1926), preußischer Generalleutnant